# Abe Levitow
Abraham « Abe » Levitow (né le 2 juillet 1922 à Los Angeles, mort le 8 mai 1975 à Hollywood) est un réalisateur et animateur américain.

## Biographie
Abe Levitow a commencé sa carrière chez Warner Bros. dans les années 1940. Il a travaillé pour la Warner Bros., United Productions of America (UPA), mais aussi pour  la Metro-Goldwyn-Mayer. Il a travaillé en particulier avec Chuck Jones sur des classiques que sont Bugs Bunny, Daffy Duck, Porky Pig ou Bip Bip et Coyote jusqu'en 1958, date à laquelle il rejoint UPA en tant que directeur de l'animation, et chez qui il réalise en particulier The Famous Adventures of Mr. Magoo. En 1966 il rejoint les studios MGM. Il fonde en 1972 avec David Handson la compagnie Levitow-Handson, pour laquelle il produit plus de 90 programmes d'animation, avant de mourir en 1975.
Sa famille a fait don d'une collection de ses dessins et storyboards à l'académie des Oscars.

## Filmographie partielle
- Bip Bip et Coyote
- 1957 : Quel opéra, docteur ? (What's Opera, Doc?)
- 1958 : La Guéguerre des étoiles (Hare-Way To The Stars)
- 1959 : La Sorcière et le Lapin (A Witch's Tangled Hare)
- 1959 : Un printemps pourri (Really Scent)
- 1961 : The Dick Tracy Show
- 1961 : Nelly's Folly
- 1962 : Chat, c'est Paris (Gay Purr-ee)
- 1964 : Mr. Magoo in Sherwood Forest
- 1964-65 : The Famous Adventures of Mr. Magoo (en)
- 1962 : Un petit monstre tombé du ciel (Martian Through Georgia)
- 1970 : The Phantom Tollbooth (en)[3]